# Manuel Zerillo Bazalar
Manuel Salvador Zerillo Bazalar es un ingeniero industrial y político peruano. Fue Congresista por el departamento de Lima durante el periodo parlamentario 2011-2016.
Nació en Huacho, Perú, el 28 de diciembre de 1951. Cursó sus estudios primarios y secundarios en su ciudad natal y entre 1971 y 1978 cursó estudios superiores de ingeniería industrial en la Universidad Nacional José Faustino Sánchez Carrión de Huacho.
Su primera participación política se dio en las elecciones municipales de 1998 cuando fue candidato a una regiduría en la provincia de Huaura sin éxito. En las elecciones generales del 2006 tentó por primera vez su elección como congresista por Lima sin obtener la elección. Ese mismo año participó en las elecciones regionales como candidato a presidente del Gobierno Regional de Lima por el Partido Nacionalista Peruano. En las elecciones generales del 2011 fue elegido Congresista por la alianza Gana Perú. Durante su gestión participó en la formulación de 279 proyectos de ley de los que 42 fueron aprobadas como leyes de la república.
En el año 2011, a raíz de varias publicaciones periodísticas se hizo público que la empresa "Pesquera Z y T S.A.C." de propiedad de Zerillo Bazalar mantenía deudas por multas ante el Ministerio de la Producción por 20 millones de soles.